# Renault Vivastella Grand Sport
Der Renault Vivastella Grand Sport war ein Personenkraftwagenmodell der Zwischenkriegszeit von Renault. Der Typencode lautete Type ABX.

## Beschreibung
Die nationale Zulassungsbehörde erteilte am 5. Oktober 1934 seine Zulassung. Als sportliche Variante der Renault Vivastella und Renault Vivasport hatte das Modell keinen Vorgänger. Am 8. März 1935 endete die Produktion. Die Stückzahlen blieben gering. Nachfolger wurde der Renault Viva Grand Sport.
Der wassergekühlte Sechszylindermotor mit 80 mm Bohrung und 120 mm Hub hatte 3619 cm³ Hubraum. Die Motorleistung wurde über eine Kardanwelle an die Hinterachse geleitet. 
Die Scheinwerfer waren in die vorderen Kotflügel integriert. Der ovale Kühlergrill war vertikal unterteilt. An den Seiten der Motorhaube befanden sich drei waagerechte Lüftungsschlitze. Zur Wahl standen die folgenden aerodynamischen Karosserien: Limousine mit sechs Sitzen für 39.000 Franc, zwei verschiedene Cabriolets mit sechs Sitzen für 42.000 Franc bzw. 44.000 Franc und Pullman-Karosserie mit neun Sitzen für 41.000 Franc. Letztgenannte Version basierte auf dem Fahrgestell des Vivastella Type ZA 3.